# Certosa di San Giacomo

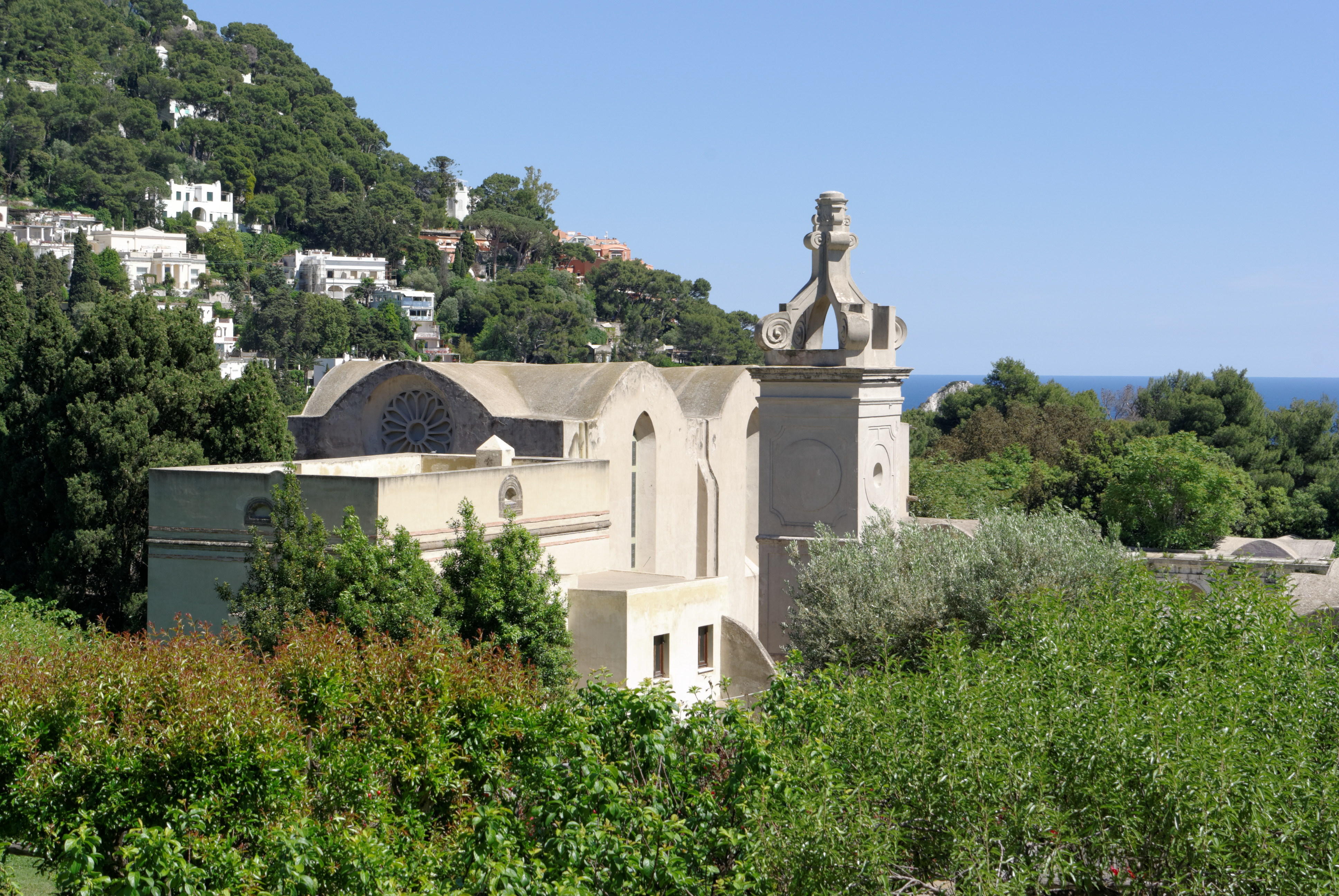
Certosa di San Giacomo (clădirea principală)

Certosa di San Giacomo este o fostă mănăstire cartusiană de pe insula Capri fondată în 1371 de către Giacomo Arcucci. Conventul este format din trei spații principale: farmacia și biserica femeilor, clădirile pentru călugări și cele pentru oaspeți. Claustrul (Chiostro Grande) este realizat într-un design renascentist târziu, în timp ce Chiostro Piccolo conține coloane de marmură în stil roman.
Construită în secolul al XIV-lea, mănăstirea a fost închisă în 1808, iar bunurile sale au fost vândute. O parte dintre clădiri adăpostește în prezent un muzeu dedicat pictorului german Karl Wilhelm Diefenbach, care și-a petrecut o mare parte din viață și a murit în 1913 în Capri.

## Istoric

### Vechea mănăstire

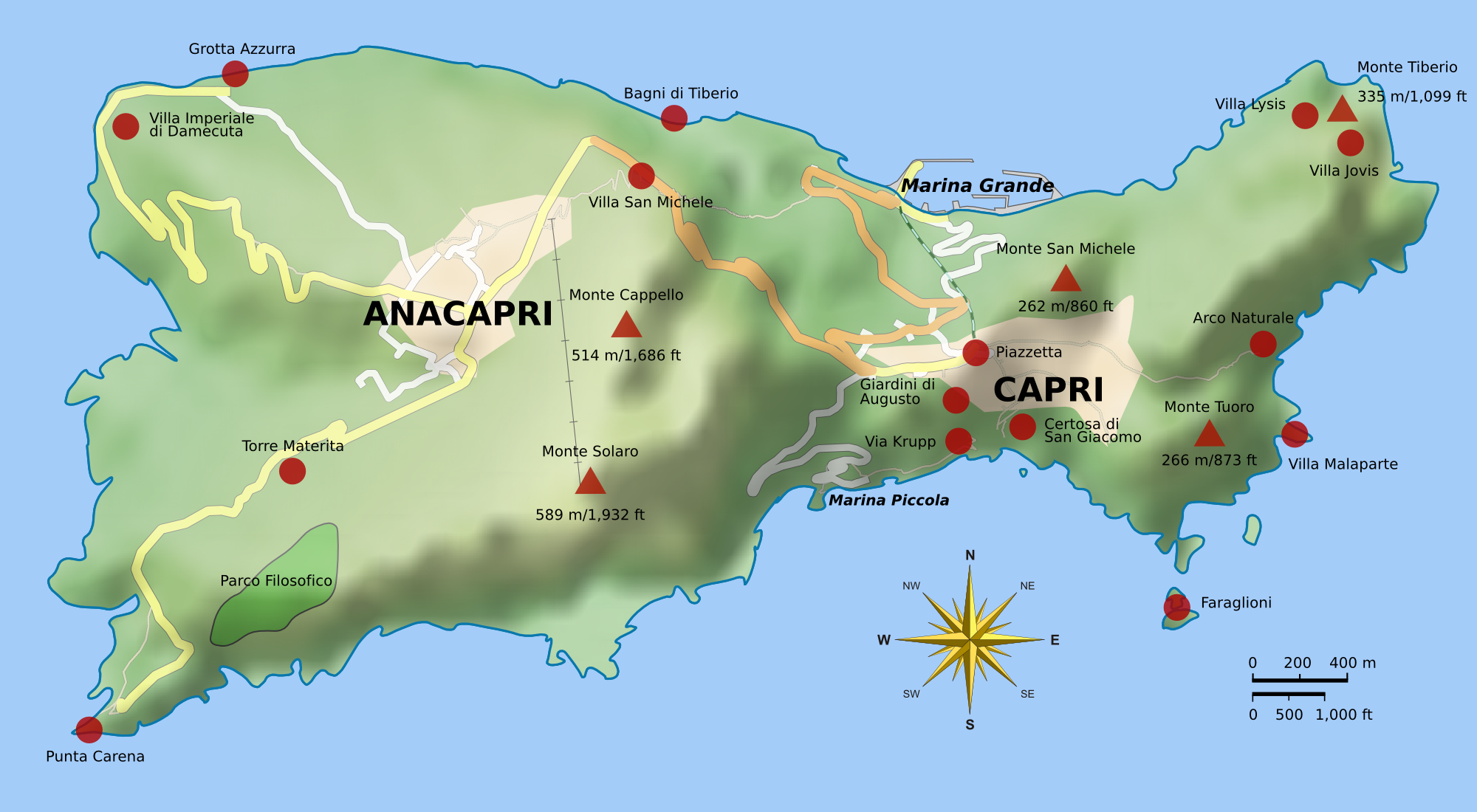
Localizarea Mănăstirii Certosa di San Giacomo pe insula Capri, în apropiere de Marina Piccola.

Mănăstirea a fost fondată în 1371 la inițiativa contelui Giacomo Arcucci (care s-a călugărit acolo el-însuși în 1386), pe un teren dăruit de regina Ioana I de Neapole (1343-1382). Ea a suferit schimbări profunde de-a lungul secolelor, păstrându-și în același timp structurile tradiționale de împărțire funcțională între clădiri dedicate vieții de obște, un spațiu strict pentru clauzură și un altul pentru servicii.
Încă de la început, mănăstirea a beneficiat de privilegii acordate de regina Ioana, pe care cartusienii le-au păstrat în ciuda vicisitudinilor care au marcat Regatul Neapolelui din secolul al XIV-lea și până în secolul al XVI-lea. A supraviețuit, de asemenea, frecventelor incursiuni ale piraților, cu jafuri și distrugeri care au afectat Coasta amalfitană și insula Capri, în special în prima jumătate a secolului al XVI-lea. Ea a fost apoi reconstruită în 1553 și fotificată, adăugându-i-se un turn de veghe (care se va prăbuși în secolul al XVII-lea).
Au existat adesea conflicte între locuitorii insulei și călugării care stăpâneau terenuri, având și drepturi de pășunat și de vânătoare. În timpul ciumei din Capri (1656), călugării s-au închis între zidurile mănăstirii, iar locuitorii insulei au aruncat ca pedeapsă cadavrele celor morți peste zidurile mănăstirii.

### Schimbările survenite în secolul al XIX-lea

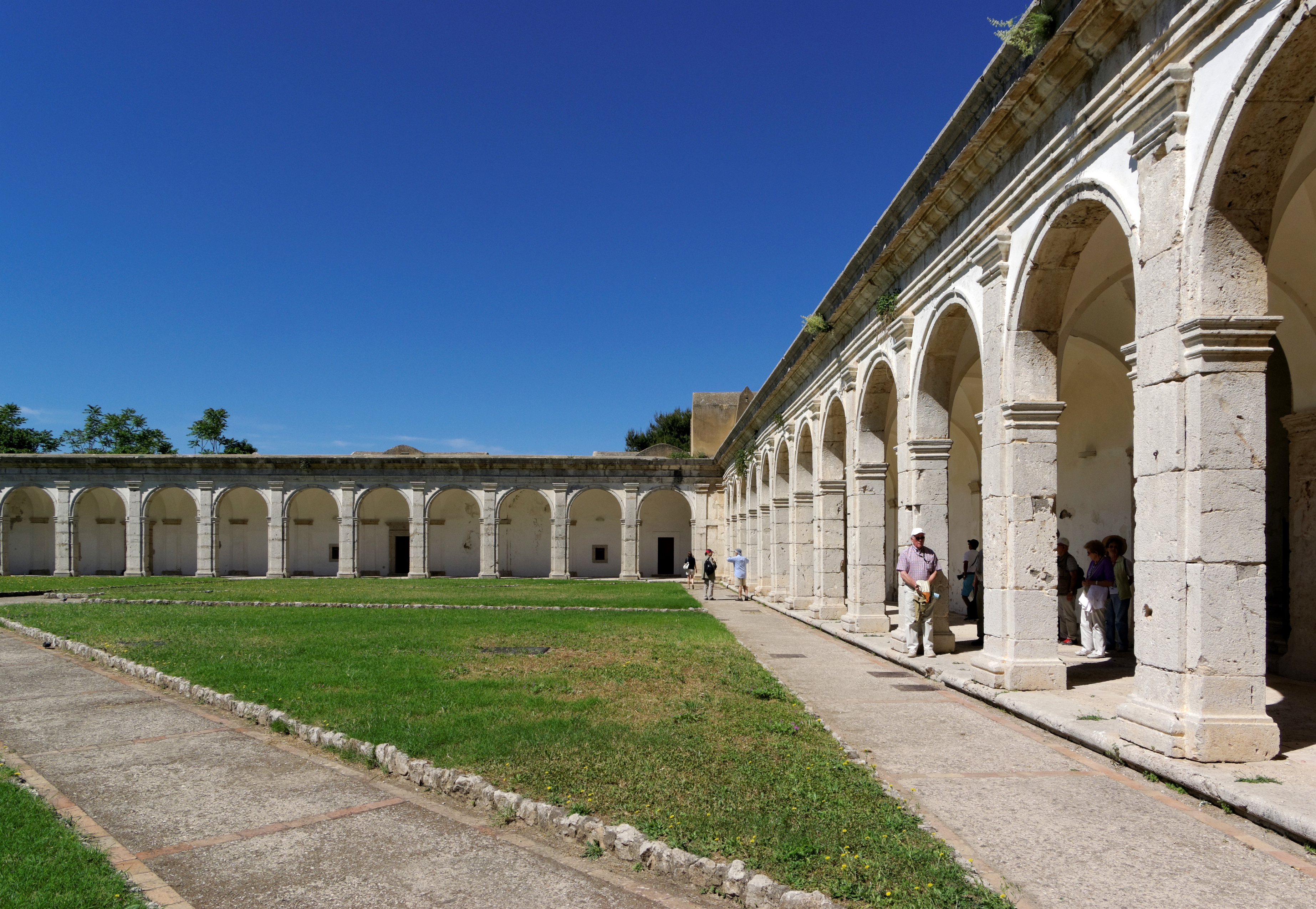
Curtea interioară a mănăstirii

În anul 1808 insula Capri a fost luată de la englezi de Joachim Murat, regele Neapolelui. Bunurile călugărilor sunt confiscate. Mănăstirea este închisă și clădirile sale utilizate pe post de cazărmi în 1815, apoi ca ospiciu și în cele din urmă, în perioada 1868-1898, ca un centru de detenție și reabilitare pentru militari și anarhiști. În prima jumătate a secolului al XX-lea, fostele spații monahale își reiau destinația religioasă odată cu instalarea călugărilor de la Lateran în 1936 care deschid acolo o școală. Aceștia se retrag în timpul celui de-al Doilea Război Mondial.
După mai multe decenii de părăsire și degradare, a fost înființat acolo în anul 1974 un muzeu dedicat pictorului german Karl Wilhelm Diefenbach, care a murit pe insulă în 1913. Alte spații sunt ocupate de o școală și sunt folosite pentru organizarea de evenimente culturale. La începutul anilor 2000 s-a început în cele din urmă o restaurare de mare anvergură.

## Patrimoniu
- Mănăstirea este alcătuită din trei zone separate: farmacia și spațiul pentru femei al bisericii, spațiul monastic și spațiul pentru oaspeți. Claustrul (Chiostro Grande) este realizat într-un design renascentist târziu, în timp ce Chiostro Piccolo conține coloane de marmură în stil roman.
- Printre puținele lucrări de artă păstrate este o frescă a pictorului florentin Niccolò di Tommaso din secolul al XIV-lea.

## Referințe

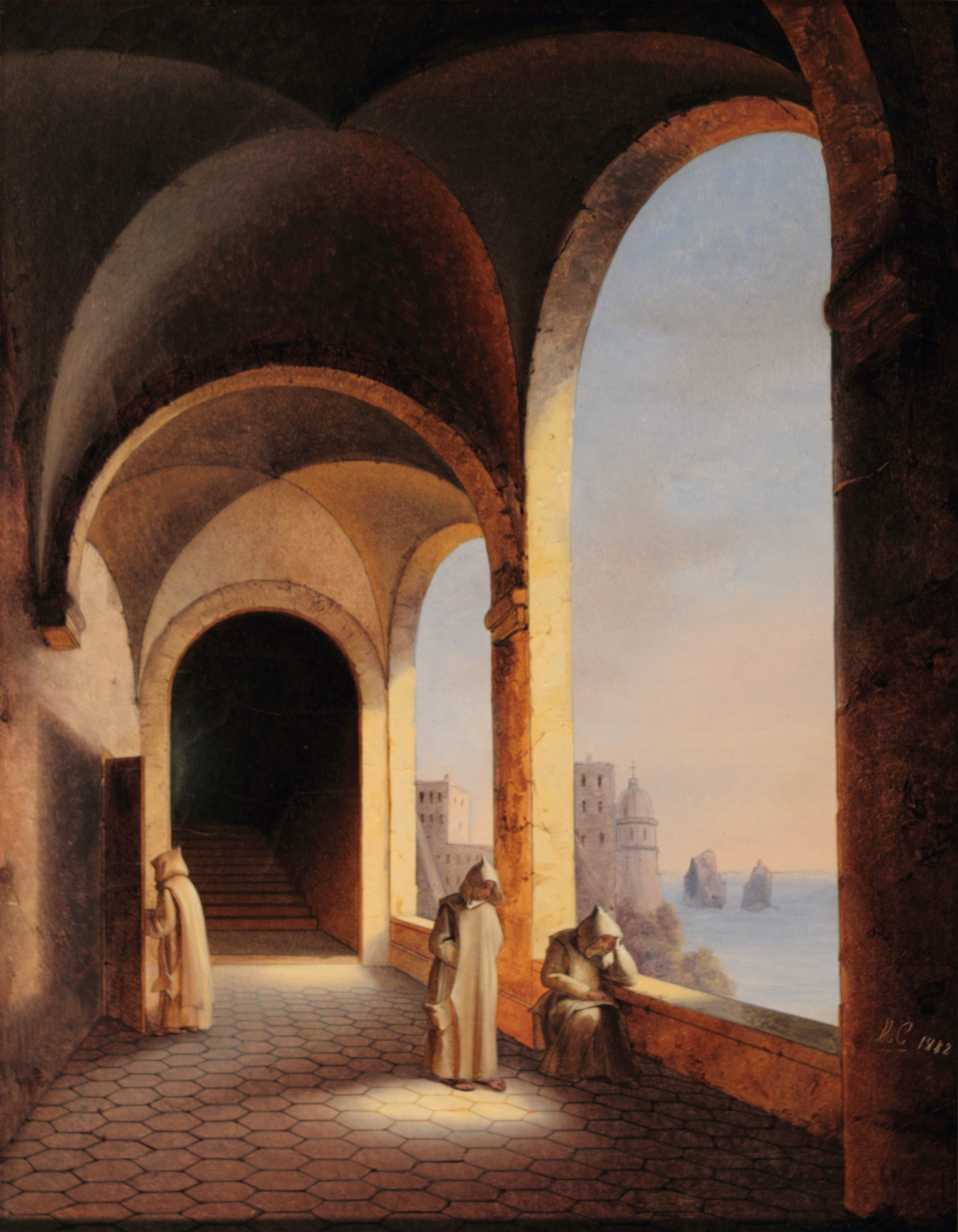
Frères dans la Chartreuse de San Giacomo à Capri, pictură realizată de Prinţesa Caroline de Neapole şi Sicilia